# Heinrich, Duce de Saxa-Römhild
Heinrich de Saxa-Römhild (19 noiembrie 1650 – 13 mai 1710) a fost duce de Saxa-Römhild.

## Biografie
S-a născut la Gotha, ca al șaptelea însă al patrulea fiu supraviețuitor al lui Ernest I, Duce de Saxa-Gotha și al Elisabetei de Saxa-Altenburg. După decesul tatălui său, în 1675, Heinrich și frații săi au condus împreună ducatul de Saxa-Gotha-Altenburg. La 24 februarie 1680, în urma tratatului de diviziune a teritoriilor familiei între frații săi, el a primit Saxa-Römhild, care a constat în orașele Römhild, Königsberg (astăzi în Bavaria), Themar, Behrungen, Milz și fieful Echter.
La Darmstadt la 1 martie 1676, Heinrich s-a căsătorit cu Marie Elisabeth de Hesse-Darmstadt, fiica lui Ludwig al VI-lea de Hesse-Darmstadt. Nu au avut copii.
Din 18 noiembrie 1680 Heinrich și tânăra lui soție Marielies au locuit în ceea ce ei au numit castelul Glücksburg din Römhild. Ducele Heinrich a desfășurat o activitate intensă de construcții. El a remodelat și reconstruit castelul în funcție de dorințele sale. În timpul domniei sale a fost construită biserica castelului, o casă de oaspeți și patru case pentru nobilimea de la curte, plus o școală de echitație, o pistă de curse și orangerie.
Printre structurile sale magnifice se includ o casă pivniță numită Marie Elizabeth Delight, numită după soția sa, pe care a iubit foarte mult, și un palat în Mertzelbach, proiectat de sculptorul curții Lux, care a creat, de asemenea, altarul bisericii palatului. Multe dintre aceste construcții nu mai există, însă Heinrich le-a descris în detaliu în cartea sa "Die fürstliche Baulust des Herzogs Heinrich von Sachsen-Römhild", pe care a publicat-o singur. Această carte este considerată una dintre puținele mărturii contemporane rămase despre arhitectura efemeră. 
Heinrich a drenat lacul Bürgersee și l-a convertit într-o grădină. El a echipat biserica orașului cu un altar baroc, o lojă regală bogat ornamentată și o nouă orgă.
Din 1691 până în 1693 el a fost regent pentru Ducele Frederic al II-lea de Saxa-Gotha, împreună cu fratele său mai mare Bernhard. Heinrich a intrat în serviciul imperial militar de tânăr și a devenit Generalfeldzeugmeister în 1697. În 1698 a primit Ordinul Elefantului. În ultimii patru ani ai vieții a fost membrul senior al casei ernestine. 
Viața de lux de la curte a adus micului oraș Römhild prosperitate economică și culturală. Cheltuielile au depășit mult puterea financiară a ducelui. Atunci când popularul conducător a murit pe neașteptate în 1710, el a lăsat în urmă datorii semnificative. Moștenirea lui a fost licitată.
Heinrich a murit la Römhild, la vârsta de 59 de ani. După moartea lui, teritoriile sale au fost disputate de frații săi. În cele din urmă, Römhild a fost obținut de fratele său mai mic, Johann Ernst.

## Arbore genealogic
1. ↑  Czech National Authority Database, accesat în 29 ianuarie 2023
2. ↑  Czech National Authority Database, accesat în 9 februarie 2023